# Schering
Шеринг (нем. Schering) — немецкая фармацевтическая компания, обладающая собственной исследовательской базой. Исследования ведутся в четырёх основных направлениях: гинекология и андрология, онкология, диагностическая визуализация и специализированные методы терапии заболеваний, приводящих к инвалидности. Являясь производителем инновационной продукции, Schering занимает ведущие позиции на специализированных рынках по всему миру.

## История
4 июля 1851 года аптекарь Эрнст Шеринг приобрёл аптеку, расположенную в северной части Берлина. Она получила название «Зелёная аптека Э. Шеринга» и стала предтечей концерна Schering. Наряду с лекарственными препаратами Компания Шеринга производила химическую продукцию для парфюмерной, текстильной, кожевенной, мыловаренной и пиротехнической промышленности.
1855 год; на Международной выставке в Париже продукция компании Э. Шеринга получила первую Серебряную медаль. Позже, активно участвуя в международных выставках, компания завоевала множество наград.
1864 год; Э. Шеринг получил разрешение на строительство химической фабрики в берлинском районе Веддинг (здесь до сих пор располагается штаб-квартира концерна). В новое здание было постепенно переведено всё производство из «Зелёной аптеки». Тогда же была создана первая контрольная лаборатория компании.
С 1870 года начали открываться представительства компании Э. Шеринга в городах Германии и за рубежом.
23 октября 1871 года; химическая фабрика Э. Шеринга была преобразована в Акционерное общество «Химическая фабрика на паях (бывш. Э. Шеринг)». Это название сохранилось до 1927 года. В то время на фабрике работали 60 рабочих и 4 служащих.
1879 год; в Шарлоттенбурге построена новая фабрика площадью 21 615 м², оснащённая паровыми машинами мощностью в 20 лошадиных сил. Общество экспортирует свою продукцию в Россию, Англию, Францию, Австрию, Японию, Китай, Австралию, Северную и Южную Америку. Создан пенсионный фонд с капиталом 3000 марок. В то время на предприятиях Шеринга работает уже 200 человек, из них 20 — служащих.

## Schering AG в России
1885 год — в Санкт-Петербурге открылось представительство «Химической фабрики на паях (бывш. Э.Шеринг)». В 1888 году Э. Шеринг получил от российских властей разрешение на создание акционерного общества с капиталом в 200 тысяч рублей.
Рубеж XIX—XX веков — Российская империя становится одним из крупнейших импортёров химикатов и лекарственных препаратов компании. В 1905 году, после окончания русско-японской войны, Россия резко повысила таможенные пошлины, и компания «Шеринг» решила открыть производство в России. Это было первое зарубежное предприятие компании.
В 1909 году на химической фабрике в Москве работали 83 человека. Годовая производительность — 238 567 рублей. На Выдрицком химическом заводе (Могилевская губерния, Оршанский уезд, п. Выдрица) в 1909 году работали 150 человек, годовая производительность — 446314 рублей. В 1912 году — 184 человека, годовая производительность — 589 891 рублей.
1914 год — с началом Первой мировой войны компания Русское АО «Schering» хоть и была отрезана от зарубежных рынков, но оба предприятия в Выдрице и Москве продолжали работать и поставляли продукцию для фронта. Наиболее крупные поставки для военного ведомства производил Выдрицкий завод сухой перегонки дерева.
В октябре 1917 года полностью выработав свою сырьевую базу Выдрицкий завод остановился.
Постановлением Президиума ВСНХ от 20.02.1919 года химические заводы Русского АО «Шеринг» национализированы.
1956 год — установлены первые контакты Schering с Советским Cоюзом через в/о «Союзхимэкспорт», занимающееся импортом и экспортом фармацевтических препаратов, субстанций и химикатов.
1960-е годы: благодаря участию компании Schering в международной выставке «Химия» в Москве, её контакты с СССР укрепляются.
1970-е годы: Schering активно сотрудничает с СССР в области продвижения фармацевтических препаратов. 1973 — Дни компании Schering в Москве; 1974 — заключение договора о сотрудничестве между ГКНТ и Schering.
1981 год — в СССР при участии представителей компании Schering прошли симпозиумы «Оральная контрацепция» и «Актуальные тенденции в применении современных комбинированных гормональных препаратов в области эндокринологии и дерматологии». Это были первые научные мероприятия подобного рода в СССР, на которых открыто обсуждались вопросы контрацепции у женщин в циклическом режиме. В центре внимания были препараты Триквилар и Диане.
30 сентября 1991 года — происходит аккредитация представительства компании Schering в Москве (при ГКНТ). Цель — способствовать эффективному сотрудничеству с российскими партнерами в области фармацевтических препаратов и средств защиты растений.
1992—1993 — зарегистрировано большое количество препаратов Schering в России. Регулярные поставки осуществляются через «Союзфармацию», «Фармимэкс» и «Росфармацию». Налаживаются связи с регионами России (Северо-Запад, Поволжье, Юг, Урал, Сибирь, Дальний Восток). Сотрудники компании постоянно организуют конференции, симпозиумы, семинары для научной и врачебной общественности.
1993—1994 — начало сотрудничества компании с появившимися в России негосударственными оптовыми фармацевтическими компаниями.
1995 год — образование ЗАО «АО Шеринг». Из состава концерна выделилось подразделение «Защита растений». Совместно с Hoechst AG создано предприятия «АгрЭво» (сегодня — Aventis CropScience).
1996 год — в состав концерна вошли компании «Лейрас» (Финляндия) и «Йенафарм» (Германия).
2006 год — поглощена концерном Bayer AG.